# Rubus chevalieri
Rubus chevalieri är en rosväxtart som beskrevs av Jules Cardot. Rubus chevalieri ingår i släktet rubusar, och familjen rosväxter. Utöver nominatformen finns också underarten R. c. angkae.